# ثعلبة بن عنمة
ثعلبة بن عنمة (المتوفي سنة 5 هـ) صحابي من بني سواد بن غنم من الخزرج، شهد بيعة العقبة الثانية، وهو الذي تولّى تكسير أصنام بني سَلَمَة مع معاذ بن جبل وعبد الله بن أنيس. شهد ثعلبة غزوتي بدر وأحد، وقُتل يوم الخندق قتله هبيرة بن أبي وهب المخزومي وفق رواية ابن إسحاق، بينما زعم عروة بن الزبير أنه قُتل يوم خيبر.
قال عبد الله بن عباس أنه نزلت فيه وفي معاذ بن جبل آية: ﴿يَسْأَلُونَكَ عَنِ الْأَهِلَّةِ قُلْ هِيَ مَوَاقِيتُ لِلنَّاسِ وَالْحَجِّ وَلَيْسَ الْبِرُّ بِأَنْ تَأْتُوا الْبُيُوتَ مِنْ ظُهُورِهَا وَلَكِنَّ الْبِرَّ مَنِ اتَّقَى وَأْتُوا الْبُيُوتَ مِنْ أَبْوَابِهَا وَاتَّقُوا اللَّهَ لَعَلَّكُمْ تُفْلِحُونَ ۝١٨٩﴾ [البقرة:189]، حين قالا: «يا رسول الله، ما بال الهلال يبدو فيطلع رقيقًا، ثم يزيد حتى يعظم، ويستوي ويستدير، ثم لا يزال ينقص حتى يعود كما كان؟»، فنزلت الآية.